# Sabah Futbol Klubu
El Sabah Futbol Klubu es un club de fútbol con sede en Bakú, Azerbaiyán. Fue fundado en 2017 y juega en la Liga Premier de Azerbaiyán, la máxima categoría del fútbol nacional.

## Historia
El equipo fue fundado en septiembre de 2017 por iniciativa de Yagub Huseynov, presidente del conglomerado Bridge Group. En la temporada 2017-18 debutó en la Primera División de Azerbaiyán y quedó en quinto lugar. Ese mismo año logró ascender a la Liga Premier de Azerbaiyán porque sus rivales inmediatos no habían podido asumir el coste de la plaza. Ya en la máxima categoría, concluyó su debut con una penúltima posición.
En julio de 2020, la entidad contrató como técnico al español Vicente Gómez y firmó su mejor posición histórica, un quinto lugar.

## Estadio

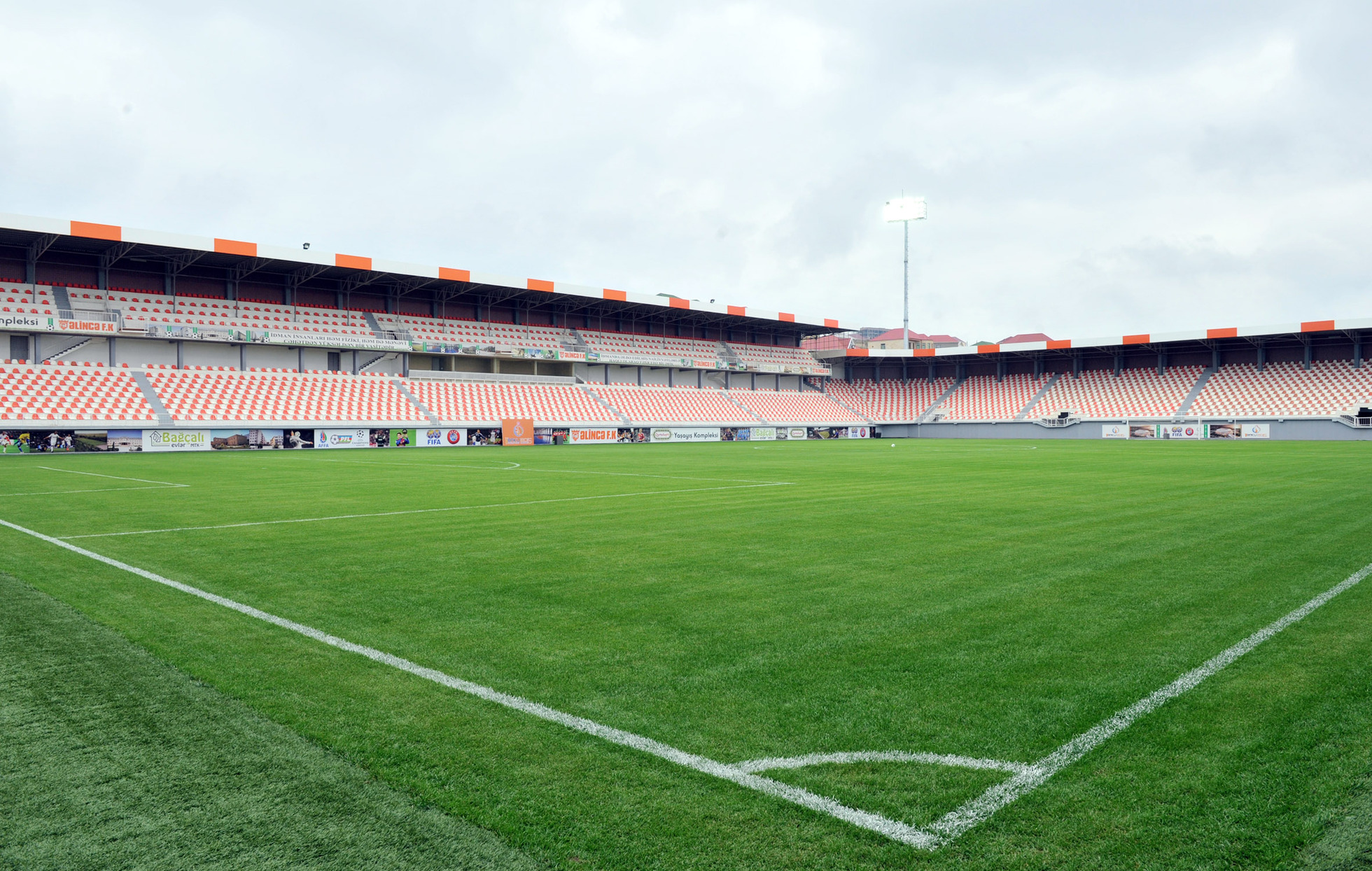
Bank Respublika Arena.

El Sabah F. K. disputa sus partidos en el Alinja Arena, conocido como Bank Respublika Arena por motivos de patrocinio. Fue inaugurado en 2014 a las afueras de Bakú, en el municipio de Masazir, y cuenta con un aforo de 9.000 espectadores.

## Palmarés
- Copa de Azerbaiyán (1): 2025

## Participación en competiciones de la UEFA
| Temporada | Torneo                      | Ronda             | Club                    | Casa      | Visita    | Global      |
| --------- | --------------------------- | ----------------- | ----------------------- | --------- | --------- | ----------- |
| 2023–24   | UEFA Conference League      | 2° Clasificatoria | RFS                     | 2–1       | 2–0       | 4–1         |
| 2023–24   | UEFA Conference League      | 3° Clasificatoria | Partizan                | 2–0       | 0–2 (aet) | 2–2 (4–5 p) |
| 2024–25   | UEFA Conference League      | 2° Clasificatoria | Maccabi Haifa           | 3–6 (aet) | 3–0       | 6–6 (5–4 p) |
| 2024–25   | UEFA Conference League      | 3° Clasificatoria | St Patrick's Athletic   | 0–1       | 0–1       | 0–2         |
| 2025-26   | Liga Europea de la UEFA     | 1° Clasificatoria | N. K. Celje             | 2–3       | 3–3       | 5–6         |
| 2025-26   | Liga Conferencia de la UEFA | 2° Clasificatoria | F. C. Petrocub Hîncești |           | 2–0       | 0–2         |